# Delopa cornuta
Delopa cornuta är en insektsart som beskrevs av Evans 1971. Delopa cornuta ingår i släktet Delopa och familjen dvärgstritar. Inga underarter finns listade i Catalogue of Life.